# 中车北京二七车辆
中车北京二七车辆有限公司，是中国中车集团的子公司，原为铁路车辆制造厂商。

## 历史
公司前身为清朝“邮传部卢保铁路卢沟桥机厂”，始建于1897年，由比利时人创立。至1901年，工厂毁于战火，法国人和比利時人把残余设备迁至现在属北京市丰台區的长辛店三合庄，成立了“邮传部京汉铁路长辛店机厂”。1923年，工厂员工与京汉铁路员工一起参加二七大罢工。在中国抗日战争期间，工厂为日军所占领，至1945年日本投降后为中华民国交通部所接管。1948年12月改称“铁道部长辛店铁道工厂”。1949年后改称北京长辛店机车车辆工厂。1966年9月改称“北京二七机车车辆工厂”。1980年1月1日，铁道部将其机车制修与车辆制修分离，分别成立了铁道部北京二七机车厂（现中车北京二七机车）和铁道部北京二七车辆工厂。
1994年2月，铁道部北京二七车辆工厂更名为北京二七车辆厂。中国南车集团成立后，于2003年3月更名为中国南车集团北京二七车辆厂，2008年1月再更名为南车二七车辆有限公司；中国中车成立后，公司于2015年10月更名为中车北京二七车辆有限公司。
在中国推出疏解北京市非首都功能政策的背景下，中国中车于2017年公布公司货车业务重组方案，当中二七车辆公司将退出铁路货车造修业务，转型为现代服务型企业。2018年1月，中国中车股份有限公司将其所持有的二七车辆公司全部股权转让给控股股东中国中车集团有限公司。同年3月，公司正式停产。原厂区北部已改为文创园区“二七厂1897科创城”，南侧建成2022年冬奥会配套的国家冰雪运动训练科研基地，剩余厂房将改建为高科技企业制造园区。